# Dasyatis tortonesei
Dasyatis tortonesei es una especie de pez de la familia Dasyatidae en el orden de los Rajiformes.

## Morfología
• Los machos pueden llegar alcanzar los 80 cm de longitud total.

## Reproducción
Es ovíparo.

## Alimentación
Come invertebrados y peces  bentónicos.

## Hábitat
Es un pez de mar y de clima templado(46°N-30°N, 6°W-36°E) y demersal que vive entre 100-200 m de profundidad.

## Distribución geográfica
Se encuentra en el Mediterráneo.

## Observaciones
Es inofensivo para los humanos.